# Protorthemis coronata
Protorthemis coronata is een libellensoort uit de familie van de korenbouten (Libellulidae), onderorde echte libellen (Anisoptera).
De wetenschappelijke naam Protorthemis coronata is voor het eerst geldig gepubliceerd in 1866 door Kaup in Brauer.